# Theodoricopolis

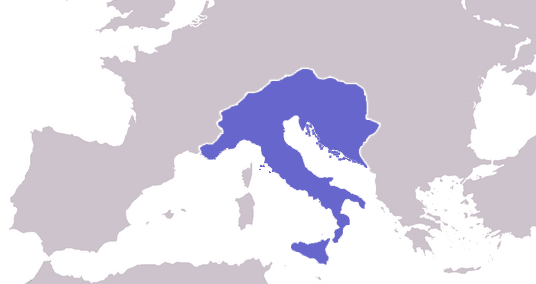
Le royaume ostrogoth sous le règne de Théodoric le Grand (493–526).

Theodoricopolis (« Ville de Théodoric ») est le nom d'une ville fondée ou rebaptisée vers 500 par Théodoric le Grand, roi des Ostrogoths, et citée par l'Anonyme de Ravenne. 

## Hypothèses
Située selon le géographe de Ravenne dans le « pays des Alamans » (Alaman(n)orum patria), sa localisation reste incertaine. La ville suisse de Coire (nommée à l'époque romaine Curia, en Rhétie), dans les Alpes, a longtemps été identifiée à Theodoricopolis,. D'autres villes ont été proposées comme Windisch (nommée à l'époque romaine Vindonissa),, en Suisse alémanique. Pour l'archéologue italien Andrea Augenti, Theodoricopolis était située dans le Haut-Adige, en Italie septentrionale, tandis que des chercheurs autrichiens ont situé le site dans la région du lac de Constance.
Theodoricopolis ne fut peut-être qu'une sorte d'avant-poste militaire situé sur la frontière nord du royaume ostrogoth, et qui fut démantelé par les Byzantins après la guerre gothique (535–553).